# Reims Aviation

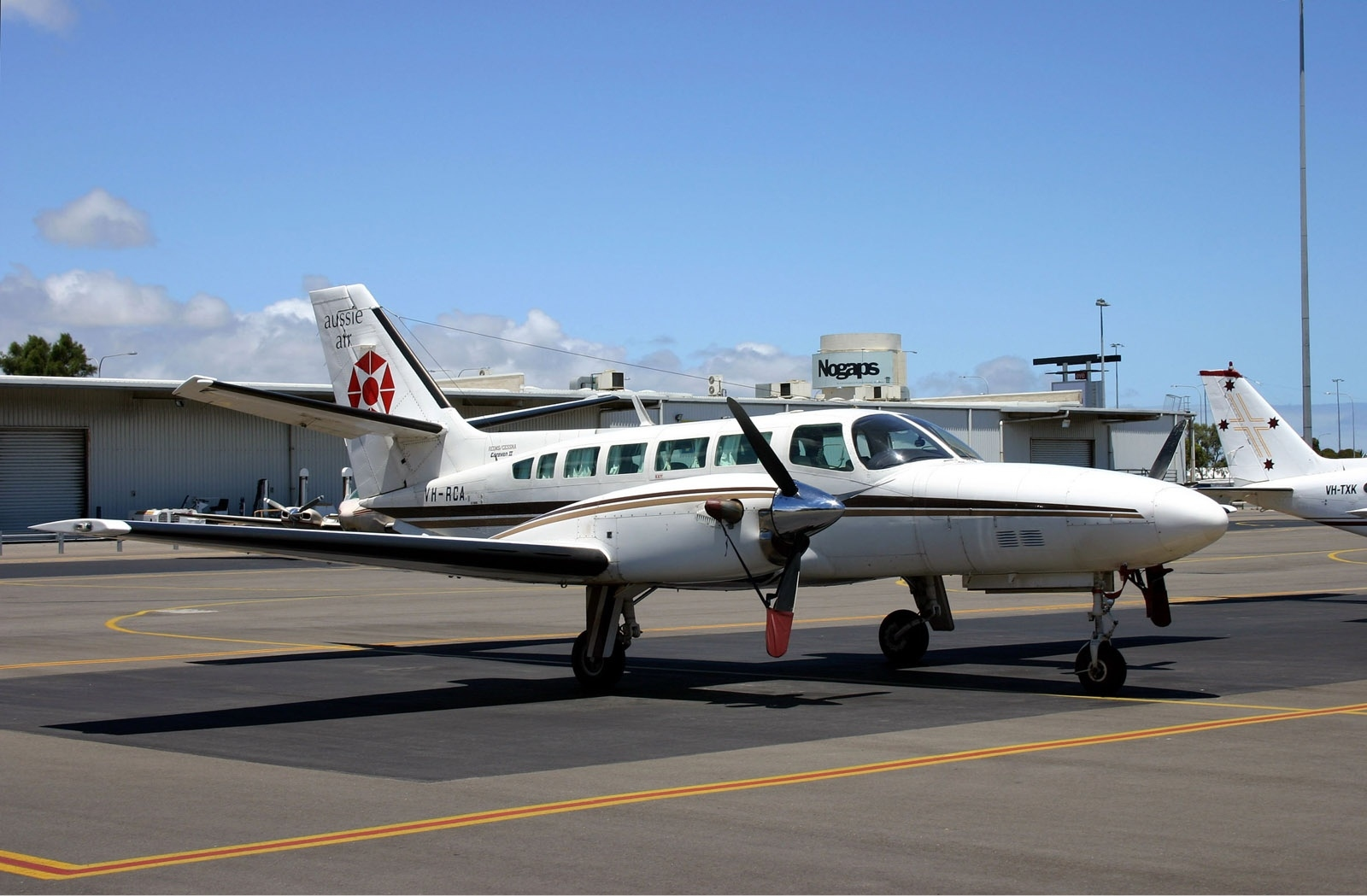
Реймс F406

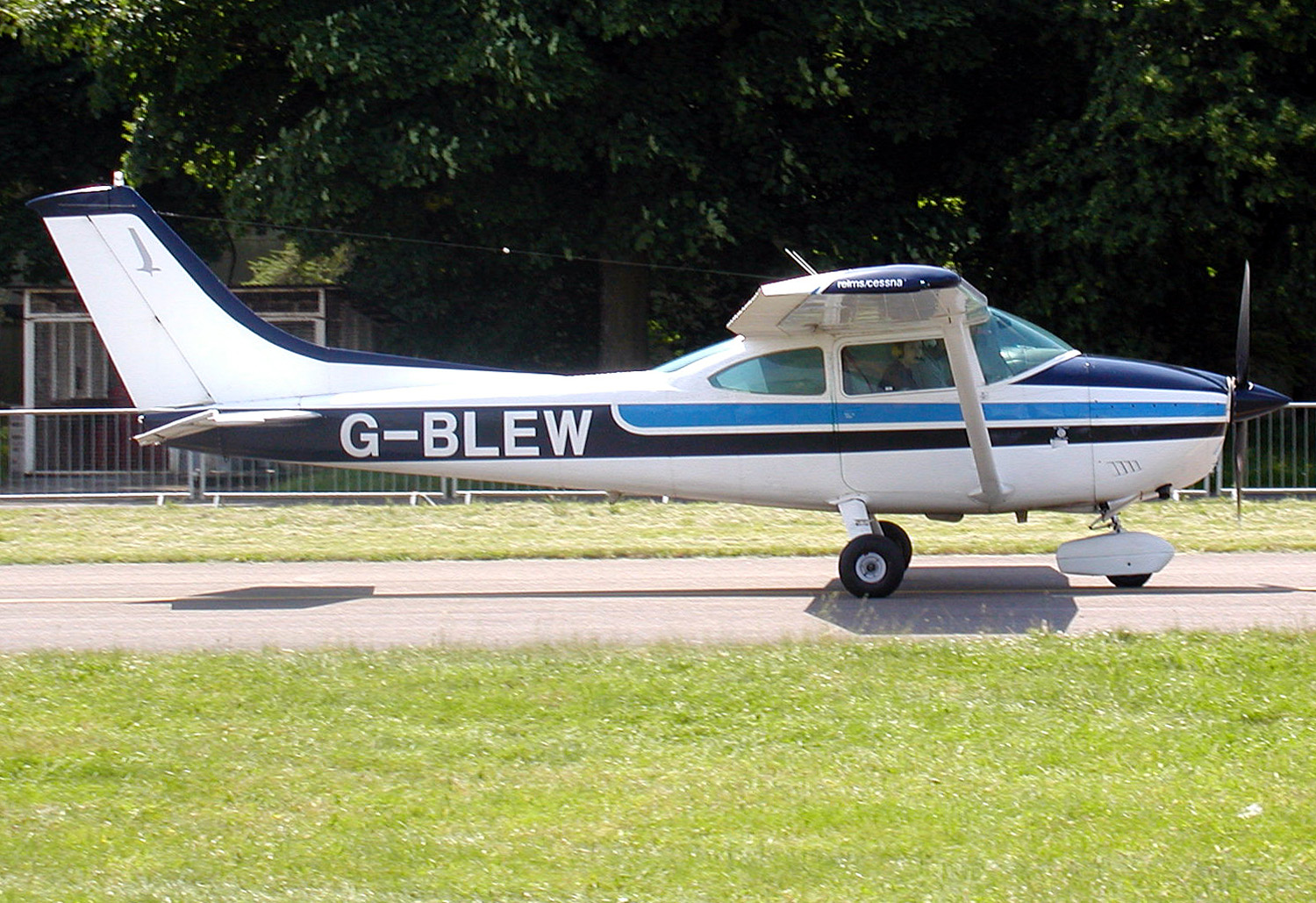
Літак Reims F182Q 1977-го року виробництва

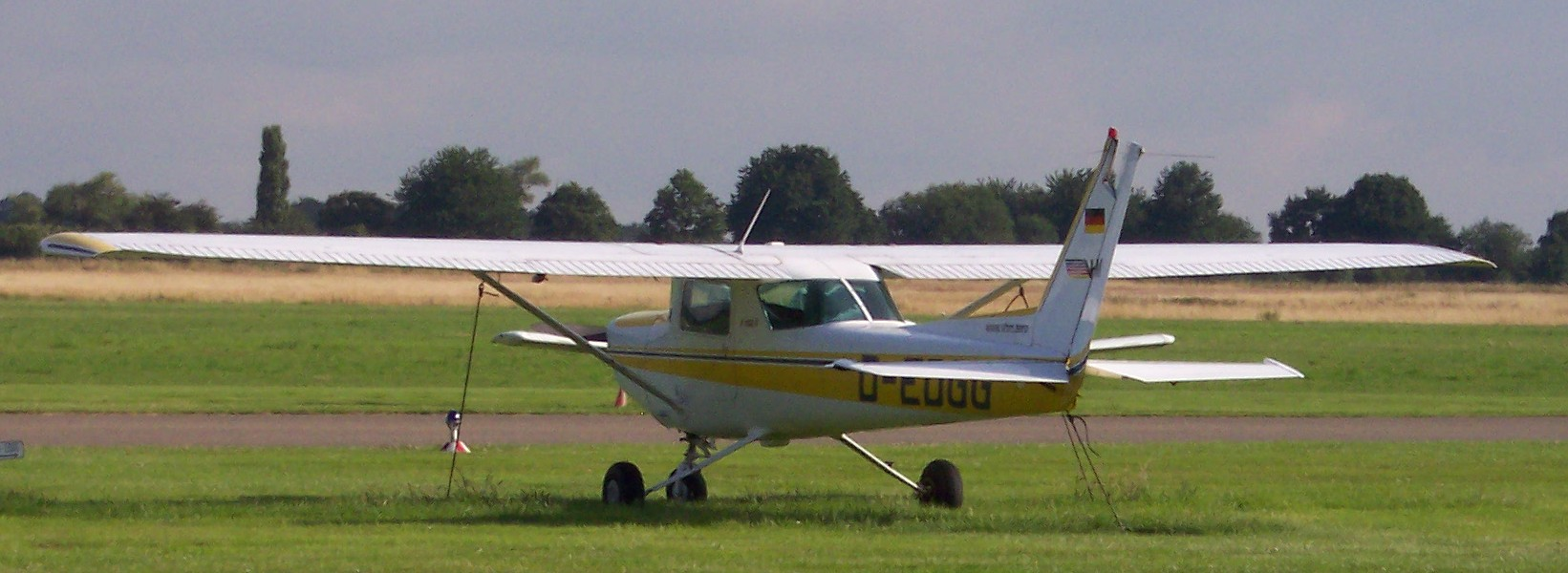
Reims F152

Reims Aviation Industries — французький виробник літаків, розташований у місті Реймс, відомий тим, що випускав популярні моделі Cessna для ринку Європи. Остання мождель, яку компанія виробляла перед банкрутством — F406 Caravan II. Reims Aviation була дочірньою компанією GECI Aviation.

## Історія
Компанію заснував відомий французький авіатор Макс Холсте, який побудував свій перший літак в 1931 році. Це був легкий двомісний літак, який називався SHB1. У 1946 році він відкрив власну авіаційну компанію в центрі міста Реймс, Франція. В 1950-х роках були розроблені дві нові моделі, в 1950 році Broussard MH.1521 і в 1959 році Super Broussard MH.260. У 1960 р. було підписано угоду про співпрацю з Cessna щодо виробництва легких літальних апаратів для європейського ринку. Партнерська компанія отримала назву Reims Aviation в 1962 році. Вона почала виробництво моделі FR172 Reims Rocket — потужнішу версію Cessna 172. У 1989 році Reims Aviation викупила всі акції, що належали Cessna, і стала незалежним приватним французьким виробником літаків. Це спричинило зупинку виробництва всіх одномоторних літаків Cessna. У виробництві залишилася лише модель F406.
Ліквідація компанії почалася 10 вересня 2013 року. 25 березня 2014 року Господарський Суд Реймсу схвалив передачу фізичних активів компанії (систем обслуговування літаків, управління кабіною, інтеграції та інсталяції систем) компанії ASI Innovation та передачу прав на модель F406 компанії Continental Motors, Inc. Після передачі всіх активів материнська компанія, GECI Aviation, також була ліквідована 17 квітня 2014 р. Continental Motors заявив, що планує продовжувати виробництво F406 у місті Мобіл, штат Алабама.

## Продукція
F406 була останньою моделлю, яка ще випускалася на момент банкрутства. Всі літаки були виготовлені у співпраці з Cessna.
- Reims F150
- Reims F152
- Reims F172
- Reims Rocket FR172
- Reims F177
- Reims F182
- Reimsc F337
- Reims-Cessna F406